# 湛如
湛如（たんにょ）は、江戸時代中期の浄土真宗の僧。浄土真宗本願寺派第16世宗主。西本願寺住職。諱は光啓。院号は信曉院。法印大僧正。父は第14世寂如。養父は第15世住如。九条輔実の猶子。母は竹中氏。室は閑院宮直仁親王の長女・始宮（治子女王）。弟は静如。第17世法如は従兄弟。

## 生涯
第14世寂如の10男として生まれる。兄弟の多くが早逝し、誕生時には既に寂如が婿養子に迎えた住如が新門跡に就いていたため、後に姉婿住如の養子となる。
宗主住如の死去にともない24歳で継職したが、寛保元年（1741年）6月に病気のためわずか3年で急逝した。子は無かった。「裏方」（宗主の配偶者の役職）の治子も湛如の死後剃髪し出家した。
弟の静如が跡を継いだがさまざまな問題が生じたため、寛保3年（1743年）に教団は寂如の弟・播磨国本徳寺住職寂円の子で河内国顕証寺住職の寂峰を第17世宗主法如として就任させた。そのために静如は本願寺の歴代には含まれていない。

### 死因
幼少時から病弱だったといわれ、宗主就任時には肺結核に侵されていたという。わずか26歳で急逝した死因は、従来「病死」とされていたが、近年の歴史研究によって自害（自殺）であったとの見方が提示されている。
本願寺と親交の深かった茶道の薮内流に伝わる『薮内歴代調』には、「湛如上人の御裏方様、時の権力者徳川家より御入ありたり。（中略）湛如上人誠に眉目秀麗にて、姫宮様の中心となられしも、そのうち如何なることありしや、遂に御無念のことありしか、御自害これありときく。寛保元年六月七日」とある。
自殺に至った一説には、湛如の病臥に際して、浄土真宗の神祇不拝の教義に反して裏方やその実家である閑院宮家が病気平癒のための祈祷をさせた。その行為をめぐって当時の能化である法霖は、宗主自らが祈祷で病気が平癒したとなれば神祇不拝を旨とする宗義に大変な混乱が生じると諭し、宗主自らが自害することを勧めたという。結果、湛如は当時の宗門安心の混乱を避けるため自ら命を絶つことを選んだ。また、法霖自身も湛如の死後、後継者問題などを処理したことを見届けて（半年後に）自害している。
従来、本願寺では宗主の自害は恥であるとしてその死因については伏せられてきたとされるが、自害に至った意義をあらためて検証すべきであるとして、公にしようとする動きもある。